# 侠盗罗宾汉 (1938年电影)
《侠盗罗宾汉》（英語：The Adventures of Robin Hood）是一套1938年的美国歷險电影，以特藝七彩拍攝。导演為麥可·寇蒂斯和威廉·凱利，主要演員有埃洛·弗林、奧麗薇·夏蕙蘭、貝錫·羅斯本及克勞德·雷恩斯。
此片是眾多羅賓漢電影之一，描述羅賓漢劫富濟貧之餘，不但幫助理查一世重奪王位，更與瑪麗安相遇、戀愛及走在一起。
该片获得第11屆奧斯卡最佳美术指导奖，最佳剪接奖和最佳原创音乐奖（埃里希·科恩戈尔德）。